# La Dispute
La Dispute es una banda de post-hardcore formada en el año 2004, en Grand Rapids, Míchigan. Su nombre se debe a la novela homónima del 1744 de Pierre de Marivaux. Integrados actualmente por el vocalista Jordan Dreyer, el baterista Brad Vander Lugt, los guitarristas Chad Sterenberg y Corey Stroffolino y el bajista Adam Vass. 
La banda ha lanzado cuatro álbumes de estudio: Somewhere At the Bottom of the River Between Vega and Altair (No Sleep, 2008), Wildlife (No Sleep, 2011), Rooms of the House (Better Living/Staple Records/Big Scary Monsters, 2014) y Panorama (Epitaph, 2019), sumado a numerosos EP y colaboraciones.
Alternative Press aclamó en abril del 2010 a la banda como "Las 100 bandas que tu necesitas conocer", agregando lo siguiente: La Dispute son más que una banda, sino que son verdaderos artistas, que se concentran profundamente en todos los aspectos de sus canciones. Musicalmente, su plena madurez, un "hardcore-melódico experimental" y composiciones que pintan paisajes sonoros con pasión exuberante.

## Historia

### Inicios (2004-2007)
La Dispute se formó en Grand Rapids, Míchigan, en el 2004. En abril del 2006, la banda lanzó su primer trabajo, el EP Vancouver, por Friction Records.

### Álbum debut y EP (2008-2010)
La banda fue firmada por No Sleep Records a mediados del 2008. El 11 de noviembre, la banda lanzó su primer álbum, Somewhere At the Bottom of the River Between Vega and Altair. Siendo grabado y auto-producido en los estudios StudiOtte en Grand Rapids con Joel y Troy Otte como ingenieros de sonido. El álbum recibió excelentes críticas de AbsolutePunk, Alternative Press, Punknews.org y Sputnikmusic. Luego de esto, la banda estuvo de gira para promocionar el álbum. 
Entre el 2008 y el 2009 la banda lanzó "el experimento Here, Hear.", constante de tres EP, descritos primariamente como experimental y spoken word, inspirados en las historias "Still Life with Woodpecker" (Tom Robbins), "Annabel Lee" (Edgar Allan Poe y "Wind in the Willows" (Kenneth Grahame). Here, Hear. se lanzó en mayo del 2008, junto a otro EP, Untitled 7", ambos con Forest Life Records. En noviembre, se lanzó Here, Hear II., este fue lanzado por No Sleep Records y estuvo de regalo en las primeras 300 copias del álbum debut de la banda. Here, Hear III. fue lanzado independientemente en la Navidad del 2009 en Bandcamp, además de los lanzamientos del experimento Her, Hear., el EP sin título y dos canciones navideñas, Twas The Night Before Christmas y First Snow in Silent Grand Rapids. El dinero recaudado de las descargas sería en beneficio para la organización "House Community Living" de Grand Rapids. En enero del 2010 fueron donados casi 2 mil dólares.
En abril y mayo del 2010, la banda estuvo de gira por el país con Alexisonfire, Trash Talk y Therefore I Am. La dispute y Touché Amoré lanzaron un 7"/EP, titulado Searching For A Pulse/The Worth Of The World el 14 de septiembre del 2010. La Dispute estuvo de gira con Alexisonfire, nuevamente, por Canadá. En noviembre y diciembre del 2010, Norma Jean y Four Year Strong se unieron al tour.

### Wildlife(2010-presente)
En noviembre del 2010, la banda grabó seis canciones para un nuevo álbum en Chicago, en los estudios Drasik. El productor Joe Pedulla y Andy Everding (tecladista de Thursday) fueron ingenieros de sonido en el álbum. La banda entró al estudio StadiumRed en Nueva York, en marzo del 2011, terminando de grabar ocho canciones más (catorce en total) en abril.
El 3 de mayo, La Dispute lanzó un slipt/EP con el músico Koji, titulado Never Come Undone. El 5 de julio, la banda comenzó un tour por Canadá, con Make Do, Mend y Balance and Composure, para promocionar el reciente EP.
La Dispute, Touché Amoré y la banda noruega de hardcore Death Is Not Glamourous comenzaron un tour por Europa el 27 de julio, finalizando el 12 de agosto, coincidiendo con la aparición de La Dispute y Touché Amoré en el Hevy Festival en el Reino Unido y el festival de hardcore Ieperfest en Bélgica. El 23 de agosto, la banda anunció el título de su nuevo álbum, la versión y el tracklist. Wildlife fue lanzado el 4 de octubre. Dos sencillos fueron lanzados digitalmente, The Most Beautiful Bitter Fruit y Harder Harmonies.
El 30 de septiembre, la banda se unió con Thrice, Moving Mountains y O’Brother en un tour por USA, terminando el 11 de noviembre.
En enero del 2012, la banda anunció una serie de giras para promoción de Wildlife, por Europa, Australia y Norteamérica, respectivamente. En enero y febrero, la banda estuvo de gira por Europa con Former Thieves. Cuatro días después de finalizar dicho tour, la banda se puso de gira por Australia, con bandas locales invitadas. A finales de marzo hasta principios de mayo, La Dispute estuvo por Norteamérica, con el apoyo de las bandas Balance And Composure, Sainthood Reps, y All Get Out. Junto a estas, hicieron varias apariciones en festivales a mediados de año, incluyendo el Download Festival, Greenfield Festival, Hurricane Festival y el Southside Festival.
El EP Conversations fue lanzado el 24 de marzo del 2012, sólo tiene una pista homónima que dura 01:19:30, la que es una entrevista en audio a Jordan Dreyer sobre los temas presentados en Wildlife, además de contener mixtapes de ideas grabadas por el baterista en dictáfono sobre su segundo álbum. La entrevista fue realizada Joseph Pedulla, la mezcla por Brad Vander Lugt, y editado por ambos.

## Estilo musical
La música de La Dispute es descrita como post-hardcore y rock experimental, con claras influencias de soul, blues y spoken word. Su música también es descrita como screamo, rock progresivo, post-rock y hardcore melódico. Además de metalcore, emo y hardcore punk. Ocasionalmente, descrito por otras bandas del género como "screamo-revival".
Es destacable las "palabras habladas" en las canciones, junto a letras complejas, y el gran control de Dreyer cantando y gritando.
La banda tiene de influencias a bandas de post-hardcore como Thursday, Refused, At the Drive-In y Glassjaw. Brad Vander Lugt cita personalmente inspiraciones de blues y jazz. La instrumentación es influyente de bandas de Míchigan como Ivan y Coal Black Horse.
La Dispute, junto a bandas de post-hardcore amigas como Defeater, Touché Amoré, Pianos Become the Teeth y Make Do and Mend se denominan como "The Wave" (la ola), lo que es llamado por Dreyer una broma y no un nuevo movimiento del hardcore punk.

## Miembros
| Miembros actuales - Jordan Dreyer – voces, pandero, percusión (2004–presente) - Chad Sterenberg – guitarras, lap steel, mandolín, trompeta, glockenspiel, teclados, programación, percusión, coros (2006–presente) - Brad Vanger Lugt – batería, piano, teclados, percusión, coros (2004–presente) - Adam Vass – bajo, guitarras, coros (2007–presente) - Corey Stroffolino – guitarras (2018–presente; miembro de apoyo 2014–2018) | Miembros anteriores - Kevin Whittemore – guitarras, coros (2004–2014) - Derek Sterenberg – guitarras, coros (2004–2006) - Adam Kool – bajo (2004–2007) |

## Discografía
Álbumes de estudio
| Título                                                       | Detalles                                                                              | Posicionamiento | Posicionamiento |
| Título                                                       | Detalles                                                                              | US              | GER             |
| ------------------------------------------------------------ | ------------------------------------------------------------------------------------- | --------------- | --------------- |
| Somewhere at the Bottom of the River Between Vega and Altair | - Lanzamiento: 11 de noviembre de 2008 - Sello: No Sleep                              | —               | —               |
| Wildlife                                                     | - Lanzamiento: 4 de octubre de 2011 - Sello: No Sleep                                 | 161             | —               |
| Rooms of the House                                           | - Lanzamiento: 18 de marzo de 2014 - Sello: Better Living, Staple, Big Scary Monsters | 45              | —               |
| Panorama                                                     | - Lanzamiento: 22 de marzo de 2019 - Sello: Epitaph                                   | —               | 76              |
| No One Was Driving The Car                                   | - Lanzamiento: 5 de septiembre de 2025 - Sello: Epitaph                               | —               | —               |

Soundtracks
| Título    | Detalles                                                 |
| --------- | -------------------------------------------------------- |
| Tiny Dots | - Lanzamiento: 2016 - Sello: Vagrant, Big Scary Monsters |

EP
- Vancouver (2006, Friction)
- Untitled 7" (2008, No Sleep)
- Here, Hear. (2008, Forest Life)
- Here, Hear II. (2008, No Sleep)
- Winter Tour Holiday CD-R (2008)
- Here, Hear III. (2009, No Sleep)
- Searching for a Pulse/The Worth of the World (split con Touché Amoré) (2010, No Sleep)
- Never Come Undone (split con Koji) (2011, No Sleep)
- Conversations (2012)
- Maida Vale Session 2011 (2014)
- Maida Vale Session 2014 (2014)

Singles
- "Thirteen" (2016, Big Scary Monsters)
- "ROSE QUARTZ / FULTON STREET I" (2018, Epitaph)

Apariciones en compilatorios
- "Polly" (Cover a Nirvana; Whatever Nevermind) (2015, Robotic Empire)

## Videografía
DVD
- Tiny Dots (2015, Better Living, Big Scary Monsters)

Videos musicales
- "Such Small Hands" (2009)
- "For Mayor in Splitsville" (2014)
- "Woman (Reading)" (2014)
- "ROSE QUARTZ / FULTON STREET I" (2018)[45]
- ""FOOTSTEPS AT THE POND"" (2019)[46]
- "ANXIETY PANORAMA" (2019)[47]